# ذی یزن بن هیثم
ذی یزن بن هیثم آل سعید (عربی: ذي يزن بن هيثم آل سعيد؛ زادهٔ ۲۱ اوت ۱۹۹۰) ولیعهد عمان است. او که دانش‌آموخته رشته علوم سیاسی از دانشگاه آکسفورد است، تا سال ۲۰۲۰ دبیر دوم سفارت عمان در لندن بود. در جریان تغییرات کابینه در اوت ۲۰۲۰، ذی یزن به عنوان وزیر فرهنگ، ورزش و جوانان منصوب شد و جوان‌ترین عضو کابینه محسوب می‌شود.